# لمور چنگال‌نشان ماسوالا
 لمور چنگال‌نشان ماسوالا (نام علمی: Phaner furcifer) نام یک گونه از سرده لمور چنگال‌نشان است.